# Juraj Dobrila
Juraj Dobrila (16. dubna 1812 Ježenj – 13. ledna 1882 Terst) byl rakouský římskokatolický duchovní a politik chorvatské národnosti, v 2. polovině 19. století biskup diecézí na Istrii a poslanec Říšské rady.

## Biografie
Studoval teologii a filozofii v Gorici. Roku 1837 byl vysvěcen na kněze a působil jako kaplan. Roku 1842 získal titul doktora teologie na Vídeňské univerzitě. V roce 1849 se stal ředitelem nově založeného kněžského semináře v Terstu. Od roku 1854 byl kanovníkem v Terstu a od roku 1857 biskupem v Poreči a Pule. Úřad zastával do roku 1875 a pak byl až do roku 1882 biskupem v Terstu a Koperu. V letech 1869–1870 se účastnil prvního vatikánského koncilu.
Angažoval se i veřejně a politicky jako předák slovanského obyvatelstva Istrie. Po obnovení ústavní vlády se zapojil i do parlamentní politiky. V roce 1861 se stal poslancem Istrijského zemského sněmu coby virilista. Zemský sněm ho delegoval i do Říšské rady (tehdy ještě volené nepřímo). 4. listopadu 1861 složil slib. K roku 1861 se uvádí jako biskup, bytem v Poreči.
Na Istrii se po něm jmenuje Univerzita Juraja Dobrily v Pule.